# Yves Trémorin
Yves Trémorin est un artiste visuel français, né le 1er mai 1959 à Rennes.

## Biographie
Il est le fils de Jean Trémorin (1917-1961) et de Hélène Tumoine-Trémorin (1925-2021).
Après des études supérieures de mathématiques en analyse numérique, il se consacre à la photographie en 1983.
Depuis ses débuts, Yves Trémorin développe son travail en utilisant le médium photographique dans sa spécificité propre, en isolant ses sujets sur un mode fragmentaire. Ses images sont mises en scène hors de tout indice contextuel.[Interprétation personnelle ?]
Son travail figure dans de nombreux ouvrages d’histoire de la photographie et son œuvre est exposée régulièrement en France et à l’étranger,.
Ses œuvres font partie de collections publiques et privées, comme celles du CNAP, de la Bibliothèque nationale de France ou de la collection Neulfize OBC.[Lesquelles ?].

### 1980-1999
Dès 1977, il commence à photographier et réaliser ses premiers nus.
En 1983-1984, l'ensemble "Cette femme-là" est constitué de prises de vues serrées et très frontales, sans artifices, de la grand-mère de l'artiste.[Interprétation personnelle ?].
En 1985-1986 il réalisé la série La Mère, d'abord intitulée De cette femme. Ces photographies feront notamment partie de l'exposition Splendeurs et misères du corps au Musée d'Art Moderne de la Ville de Paris et à la Triennale de Fribourg, en Suisse et figureront dans l'ouvrage The Body: Photographs of the Human Form de William Ewing[Interprétation personnelle ?]
Les Visages froissés viennent compléter en 1986 les Nus froissés réalisés deux ans plus tôt.
Cette même année, Yves Trémorin fonde le groupe Noir Limite, avec Jean-Claude Bélégou et Florence Chevallier. Les trois photographes rédigent un manifeste et travaillent sur des thèmes communs pour interroger les capacités de représentation du medium, affirmant une même vision du monde. Une première intervention Révélation publique se déroule au Centre d'art et d'essai Marc Sangnier, à Mont Saint-Aignan, le 24 janvier 1986.
En 1987, l'exposition Corps à corps, regroupant des photographies des trois artistes prévue à la Maison de la culture de Bourges, est interdite. Ces œuvres ne seront montrées que le 18 février 1988, lors d'une manifestation rituelle où « les photos refusées du Corps à corps » sont sorties une par une d'une caisse de transport et posées sur le sol Les 30×40 / Le Club photographique de Paris. 
Les œuvres sont exposées dans plusieurs lieux en 1989. Durant l'été, l'exposition Corps à corps au Havre sera l'occasion d'une performance (Nuits noires, Liberté et  Libertinage), ritualisant le travail photographique pour aboutir à une fresque de tirages de 40 mètres de long, à l'Abbaye de Graville.
L'autre grand projet de Noir Limite est intitulé La Mort. Il sera montré aux anciens abattoirs du Havre en 1991. Sur ce sujet,  Florence Chevallier et Jean-Claude Bélégou avaient présenté des images lors de la performance de 1989. Les photographies d'Yves Trémorin sur ce thème datent de 1990. Le soir du vernissage aux abattoirs, les convives dînent d'un coq au vin, à une table dressée sur le lieu de l'exposition.
Entre-temps, Yves Trémorin a créé des séries plus confidentielles : La Chambre close (nus féminins) en 1988, et, en 1989, Les Amants magnifiques, exposés pour la première fois au Musée des Beaux-Arts de Rennes dix ans plus tard.
Une commande l'amène, en 1990, à réaliser, à la demande du Conseil général des Côtes d'Armor, les Paysages celtiques.
Avec Catherine en 1991, Yves Trémorin donne une série qui s'inscrit dans les revendications de Noir Limite, mais annonce de nouveaux développements.
Cette même année, il prolonge le travail mené avec son épouse, depuis leur rencontre avec la série Monica, travail qui ne sera révélé au public qu'en 2020.
Une rupture se produit avec les premières œuvres en couleur, réunies sous le titre La Tribu, en 1992. Elles témoignent de la distance prise par rapport à Noir Limite, qui sera dissous l'année suivante. Les Natures mortes de 1993 forment un contrepoint de cette série..
Le thème du paysage revient en 1993 avec deux projets : d'une part avec Dernier rempart, en noir et blanc, commande de la ville de Saint-Malo ; et, d'autre part, avec Arizona, oeuvre réalisée grâce à l’attribution d’une bourse Léonard de Vinci ; ce dernier matériau est resté inédit.
En 1994, après Les Ventres en noir et blanc, le Nouveau-né, un petit ensemble en couleurs, annonce la série Poupig en 1995. Le bébé est au centre de ces recherches photographiques, avant l'utilisation de la vidéo en 1997.
Une commande du rectorat de l'Académie de Dijon (éducation) en 1997 est l'occasion de créer une nouvelle nature morte (une cervelle dans un plat). Elle sera refusée, l'œuvre étant destinée au restaurant universitaire. La commande du 1% de l'Ensbana de Dijon en 1999, consiste en un ensemble de photographies de grand format, toujours liées à l'univers des Natures mortes.
La première bande vidéo, qui reçoit le titre We others, est réalisée en 1997. Le nouveau médium fait également l'objet d'une collaboration avec Gilles Mahé, qui donne en 1997 Les Brigades vertes. La deuxième bande est achevée en 1998 et la troisième est mise en chantier aussitôt.
En 1999, le Musée des Beaux-Arts de Rennes lui consacre une exposition à caractère rétrospectif, D’ar ger.
Cette même année, il achève le cycle We Others avec un troisième volet d'une vingtaine de minutes. Puis il repart en Californie, invité par The Art Center College of Design de Pasadena, séjour qu’une bourse fiacre du Centre national des arts plastiques lui permet de prolonger quelques mois. Il réalise en studio à Los Angeles des photographies au format plus ample de plantes cactées en studio, dans une palette colorée élargie, l'ensemble Vegetal,.

### 2000-2014
De retour en France, il photographie en 2000 la collection de revolvers de son fils sur des fonds de couleur qui constituent la série Guns, puis en 2001–2002, il photographie chez lui divers objets sortis de ses placards pour la série Objets.
Parallèlement, il continue ses recherches vidéo : Yves Trémorin pense à Gilles Mahé en 2001, hommage à un ami disparu, La raison de l'âge en 2002, avec son fils, Ael, sur les rapports père-fils, Un atelier vidéo réalisé en 2004 avec des détenus dans un centre de détention.
Il co-réalise avec Jean-Philippe Lemée Projets de projets en 2002, et, avec Marie de Crécy ,un clip musical pour Super Discount 2, Fast track en 2004.
En 2003-2004, il utilise la photographie numérique pour trois ensembles : AM, Rogatons, Rose Digitale rassemblés en 2005 dans le livre Numérique.
Une commande du Centre National des Arts Plastiques en 2005, pour Images au Centre lui permet de construire deux nouveaux ensembles Blasons & Figures, exposés dans le Château de Châteaudun. Cette manière de générer des emblèmes sera reprise dans ses séries américaines ou normandes de la décennie suivante.
Deux séries portent sur la transparence : Le Merle et L'Huître en 2006, suivies en 2007 par Tag et NeonBoy, avec son fils comme modèle.
Une nouvelle vidéo Chine Intérieure, avec un club de Tai-chi-chuan rennais, en 2007, clôt la trilogie Homographies entamée avec Les Brigades vertes et Un atelier vidéo.
En 2008, une commande conjointe du Comité régional du tourisme de Bretagne et du Fonds régional d'art contemporain de Bretagne lui permet  de diffuser autrement ses images, en créant des produits dérivés qu'il présente dans la boutique « Breizhtorythm ».
Il participe au programme de projection dans l’espace public Grande Image à l'École supérieure des beaux-arts du Mans.
L’année suivante, il est invité par l’Alliance française à séjourner au Mexique ; il y réalise une série qui donne lieu à un livre et une série d’expositions : La Dérivée Mexicaine.
En 2011, l’École nationale supérieure d'art de Bourges le sollicite pour travailler avec le microscope électronique de l'IUT sur des mesures physiques du campus, où il réalise la série Soleils Noirs.
Pendant son exposition au Centre photographique d'Île-de-France, à Pontault-Combault, en 2012, il crée, lors d'un atelier avec une classe de collège de Créteil, l'ensemble Créteil Laplace, édité en 2012.
En 2012-2013, il répond à une commande du Centre photographique Rouen Normandie et réalise un important corpus d'image, Vikings, une expédition normande, inspirée par la mythologie scandinave.

### 2015-2023
En 2015, il observe son jardin au plus près, pendant un cycle de saisons, ce qui aboutit à la série Mystic Garden.
En 2016-2017, il reprend le protocole de sa première série avec sa grand-mère pour photographier en couleurs sa mère, alors âgée de 91 ans, pour la série Mère/Fille.
Il réalise pour la galerie Incise de Charleroi deux grands portraits d’enfants en caisson lumineux : De sable aux enfants d’or.
A l’invitation des Alliances Françaises d'Amérique Centrale, il repart pour un séjour itinérant au Guatemala et au Honduras, en juillet 2017. Il y réalise la série Viaje al centro de América.
Ce projet donnera lieu à la publication d’un livre aux éditions Sophos Guatemala et d’une exposition en 2018 à la galerie de l'Alliance française de Guatemala City.
En 2019, lors d’une résidence à la Capsule du Réseau Diagonal au Bourget, il réalise et expose la série E.V.A (Extra-Vehicular Activity) et publie un ouvrage du même titre, préfacé par Jacques Arnould. Il commence à cette occasion à échanger avec la compositrice et violoncelliste Séverine Ballon : elle compose une pièce Chant mécanique pour ses images, pièce qu’il donne à entendre dans le film E.V.A./ Chant mécanique en 2022. 
Cette collaboration se poursuit avec trois films , montés par son fils Ael : Je suis honorée d’être née dans ta tête, Novembre 2020, et Ultimi Fiori. La même année, il fait partie des photographes figurant dans l’ouvrage de Michel Poivert 50 ans de photographie française.
Pendant le confinement en 2020, il réalise une série photographique Luminothérapie dans son univers familier, avec Monique et sa mère Hélène. En juin, il commence le tournage avec Ael du film Elégie à Hélène, finalisé en janvier 2022.
Cette année 2020, il publie Monica aux éditions Lamaindonne. Ce livre, finaliste du Prix Nadar et lauréat du Prix HIP de la monographie de l’année, rassemble des photographies d’archives et quatre séries constituées de sa compagne Monique. Cet ouvrage donnera lieu en 2022 à l’exposition Ernestine, Hélène et Monica, à la galerie VU’ à Paris : elle montre les images qu’il a réalisées sur plus de quarante ans de trois générations de femmes (sa grand-mère, sa mère et sa compagne). La même année, deux tirages issus de sa série Les Amants magnifiques figurent dans la grande exposition « Métamorphose - La photographie en France 1968-1989 », au Pavillon Populaire de Montpellier, sous le commissariat de Michel Poivert et Anna Grumbach, 
En 2023, une résidence au « Champ des impossibles » dans le Perche lui permet de réaliser la série Houyhmhmns, photographies au plus près des chevaux percherons.
Yves Trémorin réside et travaille à Saint-Malo.

## Expositions individuelles (sélection)
- Ernestine, Hélène et Monica, Galerie VU’, Paris, 2022[19]

- Soleils Noirs, 12e biennale d'art contemporain de La Havane, Galerie Alliance Française, 2019[20]

- E.V.A., Galerie La Capsule, Le Bourget, 2019[21]

- Viaje al centro de América, galerie de l'alliance française, Guatemala City, 2018

- Emblemas, Cooperación Española en La Antigua Guatemala et Casa Norte, Quetzaltenango, Guatemala, 2017

- Les Amants magnifiques, Musée des Beaux-Arts de Rennes, 2017[22]

- De Sable aux enfants d'or, Installation, galerie Incise, Charleroi,Belgique, 2017[23]

- Solutions Partielles, commissariat Françoise Paviot, espace Van Gogh, Arles, 2016[24]

- Emblemas, Festival Guatephoto, galerie de l'alliance française, Guatemala City, 2015[25]

- Soleils noirs, La Box, biennale d'art contemporain de Bourges et Galerie Michèle Chomette, Paris, 2012[26]

- La Dérivée mexicaine, Centre Régional Photographique Douchy-les-Mines ; Centre Atlantique de la Photographie, Brest ; Artothèque de Caen et Musée des Beaux-Arts de Rennes, 2011 [27] et Centre Photographique d'Ile-de-France, 2012[28]

- Les Amants magnifiques, Alliance française, festival Fotosetiembre, Mexico DF, 2009
- Breizhtorythm, centre d'art passerelle, Brest, 2008[29]
- Homographies, Le Triangle, Rennes, 2006
- Blasons & Figures, commande du CNAP pour le festival Images au Centre, Château de Châteaudun, Châteaudun, 2005
- Twist to East, Dum Umeni, Brno, République Tchèque, 2001[30]
- Guns, Galerie Gilles Peyroulet & Cie, Paris, 2000
- D'ar Ger, Musée des Beaux Arts de Rennes, 1999
- We Others, Galerie Gilles Peyroulet & Cie, Paris, 1999 et Frac Basse Normandie, Caen, 2000
- Poupig, Théâtre de l'Hôtel de Ville, Le Havre et Galerie Gilles Peyroulet & Cie, Paris, 1998
- Natures mortes, Mai de la photographie, Collège des Jésuites, Reims, 1995[31]
- Tribu - Natures mortes, Prieuré des Bénédictins, Vitré, 1994
- Catherine, Bibliothèque nationale de France, Galerie Colbert, Paris ; Galerie Joseph Dutertre, Rennes et Galerie du Chai, Saint-Brieuc, 1993[32]
- Noir Limite au Grand Magasin, Espace Monoprix, Rennes, 1992
- Noir Limite aux Abattoirs, Cathédrale des Anciens Abattoirs, Le Havre, 1991[33]
- Composite Noir Limite, Maison des Arts, Evreux, 1990
- Busto-Arsizio, Palazzo Cicogna, Italie, 1990
- De cette femme, galerie Angle Corum, Montpellier, 1990
- Noir Limite - Corps à corps, exposition censurée et annulée, Maison de la Culture de Bourges, 1988 et Abbaye de Graville ; Galerie Suzel Berna, Antibes ; La Base, Levallois-Perret (commissariat : Bernard Lamarche-Vadel) et Musée des Beaux Arts du Havre, 1989
- Les Froissés, Le Parvis, Tarbes, 1987
- Noir Limite, Maison de la Culture, Bourges et Galleria dell Imagine, Savignano, Modene, Italie, 1987.
- Cette femme-là, Maison de la Culture, Rennes, et Galerie Perrain, Paris, 1985

## Expositions collectives (sélection)
- Métamorphose - La photographie en France 1968-1989, commissaires d'exposition Michel Poivert et Anna Grumbach, 2022[34]
- Noir et Blanc, Grand Palais (Paris), 2020[35]
- 50 ans de Photographie Française, Domaine National du Palais-Royal, Paris, 2020
- Osmoscosmos, Centre de la Photographie, Genève, 2019[36]
- Oser la photographie, Musée Réattu, Arles, 2015[37]
- Aux frontières de l'intime, Musée français de la photographie, 2014[38]
- Nuage,Musée Réattu, Arles, 2013[39]
- La Photographie en France, 1950-2000, commissariat Gilles Mora / Alain Sayag, Maison Européenne de la Photographie, Paris, 2012
- Bang! Bang!, CCA Andratx, Mallorca, 2011[40]
- Conversations entre oeuvres, L'Imagerie, Lannion (Un Hommage à Bernard Lamarche-Vadel), 2010
- Dans l'oeil du critique, Bernard Lamarche-Vadel et les artistes, Musée d'Art moderne de la Ville de Paris / ARC, 2009
- Soirées Rayon Frais, cinéma Elysées - Biarritz, Paris, 2007
- Réinventer le Visible, 20 ans de photographie contemporaine dans la collection de la Maison Européenne de la Photographie, Kunsthalle Erfurt, Allemagne, 2006
- Gewalt Bilder, Museum Bellerive, Zurich, Suisse, 2002
- Le siècle du corps, Musée de l'Elysée, Lausanne, Suisse, 2000
- A l'ouvert du monde, Frac Bretagne, Galerie du Faouëdic, Lorient, 1999
- Acquisitions 1996-1997, FDAC Seine Saint-Denis, Forum culturel du Blanc-Mesnil, 1999
- Devenirs, Passage de Retz, Frac Ile de France, Paris, 1999
- La Mort, Galerie Gilles Peyroulet & Cie, Paris, 1999
- Body Icons, Centre photographique, Skopelos, Grèce, 1998
- L'Avant-garde est-elle bretonne ?, FRAC Bourgogne, Dijon, 1998
- Europa - Encontros de Fotografia de Coimbra[41], Galeria do Museu antropológico da Universidade de Coimbra, Portugal, 1997
- Les lieux du non-lieu - L'état des choses dans la photographie française contemporaine, Künstlerwerkstatt Lothringerstrasse, Munich, Allemagne, 1997
- Objectif Corps, Musée des beaux-arts de Montréal, Canada, 1997
- The 90's : A Family of Man?, Casino Luxembourg, Luxembourg[42]
- Transit - 60 artistes nés après 60, Commissariat : Christine Macel, Ecole Nationale Supérieure des Beaux-arts, Paris[43]
- Elegant Intimacy, Retretti Art Centre, Punkaharju, Finlande, 1993[44]
- En liberté. Contemporary French Photography, Kawasaki City Museum, 1992[45] et  International Center of Photography Midtown, New York, 1991[46]
- Musée Nicéphore Niepce, Châlon-sur-Saône, 1991
- Fotografia actual em França, Fondation Calouste Gulbenkian, Centro de Arte Moderna, Lisbonne, Portugal, 1990[47]
- Aspects très contemporains de la photographie en France, Commissaire Bernard Lamarche-Vadel, Institut Français, Fribourg, 1989
- Le Château d'eau - pôle photographique de Toulouse, 1988[48]
- Splendeurs et misères du corps, Triennale de Friburg, Suisse et  Musée d'Art Moderne de Paris, 1988[49]
- Moins Trente, Centre national de la photographie, Paris, 1985 et 1987

## Collections publiques et privées
Les œuvres d’Yves Trémorin font notamment partie des collections de nombreux FRAC et musées français (Musée des Beaux-Arts de Rennes, Musée Réattu, Musée Français de la photographie…), du Los Angeles Museum of Arts, de la Bibliothèque nationale de France, ou encore de la collection Neuflize OBC.

## Vidéos, films
Yves Trémorin est l'auteur de nombreux films d'artistes et vidéos, parmi lesquels deux clips : Dickinson, pour le groupe Complot Bronswick (2022) et Someone like you, coréalisé avec Marie de Crécy, musique Etienne de Crécy (2004). 
Il a collaboré à trois reprises avec la violoncelliste et compositrice Séverine Ballon pour Ultimi Fiori (2021), Novembre 2020 et Je suis honorée d’être dans ta tête (2020). Son oeuvre personnelle s'est également développée avec les trois films Homographie (1997, 2004 et 2007), We Others (1997-1999) ou encore Elégie à Hélène, coréalisé avec Ael Trémorin (2022).

## Édition d'objets
Lors du projet BREIZHTORYTHM, collection 2008-2009, Yves Trémorin a produit des badges, tee-shirts, sacs, vaisselle, tapis de souris, napes, briquets, cartes-postales, affiches, marque-pages... édités par le Frac Bretagne